# Aleksandr Kerenskij
Aleksandr Fjodorovitj Kerenskij (ryska: Александр Фёдорович Керенский), född 4 maj (22 april enligt g.s.) 1881 i Simbirsk, kejsardömet Ryssland (idag Uljanovsk, Ryssland), död 11 juni 1970 i New York, USA, var en rysk politiker (Socialistrevolutionära partiet) och jurist. Han var regeringschef i Rysslands provisoriska regering från juli till november 1917.

## Biografi

### Tidig politisk karriär
Aleksandr Kerenskij var ursprungligen advokat, blev 1912 medlem av fjärde riksduman och var ledare för Trudovikpartiet, även om han som lärjunge till Jekaterina Bresjko-Bresjkovskaja egentligen hyste samma åsikter som socialistrevolutionärerna. Som framstående talare vann han med sina mot regeringen riktade tal hela dumans vänster och ofta även center på sin sida. Vid februarirevolutionen 1917 blev Kerenskij, som nu öppet anslutit sig till det socialrevolutionära partiet, på grund av sin stora popularitet en av revolutionens ledande symboler, en av riksdumans revolutionsledare och vice ordförande i Petrograds arbetar- och soldatråd. I den första provisoriska regeringen blev han justitieminister. Då Aleksandr Gutjkov avgick i maj 1917 efterträdde Kerenskij, tack vare Petrograds arbetar- och soldatråds ökade inflytande, honom som krigsminister. I takt med att den provisoriska regeringen radikaliserades ökade Kerenskijs inflytande och efter julidagarna kunde han efterträda Georgij Lvov som regeringschef.

### Regeringschef
I likhet med de flesta i duman och 1917 års regeringar fram till Lenins maktövertagande såg han det som nödvändigt att fortsätta kriget mot centralmakterna, tills man kunde uppnå en fred utan förlust av territorium eller skadestånd. Den tyske utrikesministern Arthur Zimmermann svarade med att intensifiera sitt hemliga program för att stödja bolsjevikerna, som man räknade med skulle undergräva den ryska krigsansträngningen. I april 1917 gav kejsar Wilhelm II därför Lenin, Kamenev, Zinovjev med flera bolsjeviker fri lejd över tyskt territorium. 
I samband med den kommunistiska oktoberrevolutionen och stormningen av Vinterpalatset natten till den 8 november (26 oktober enligt g.s.) 1917 flydde Kerenskij undan rödgardisterna. Trots att han saknade väpnad eskort och blev igenkänd av soldater vid en tillfällig vägspärr lyckades han ta sig ut ur staden.

### Flykt

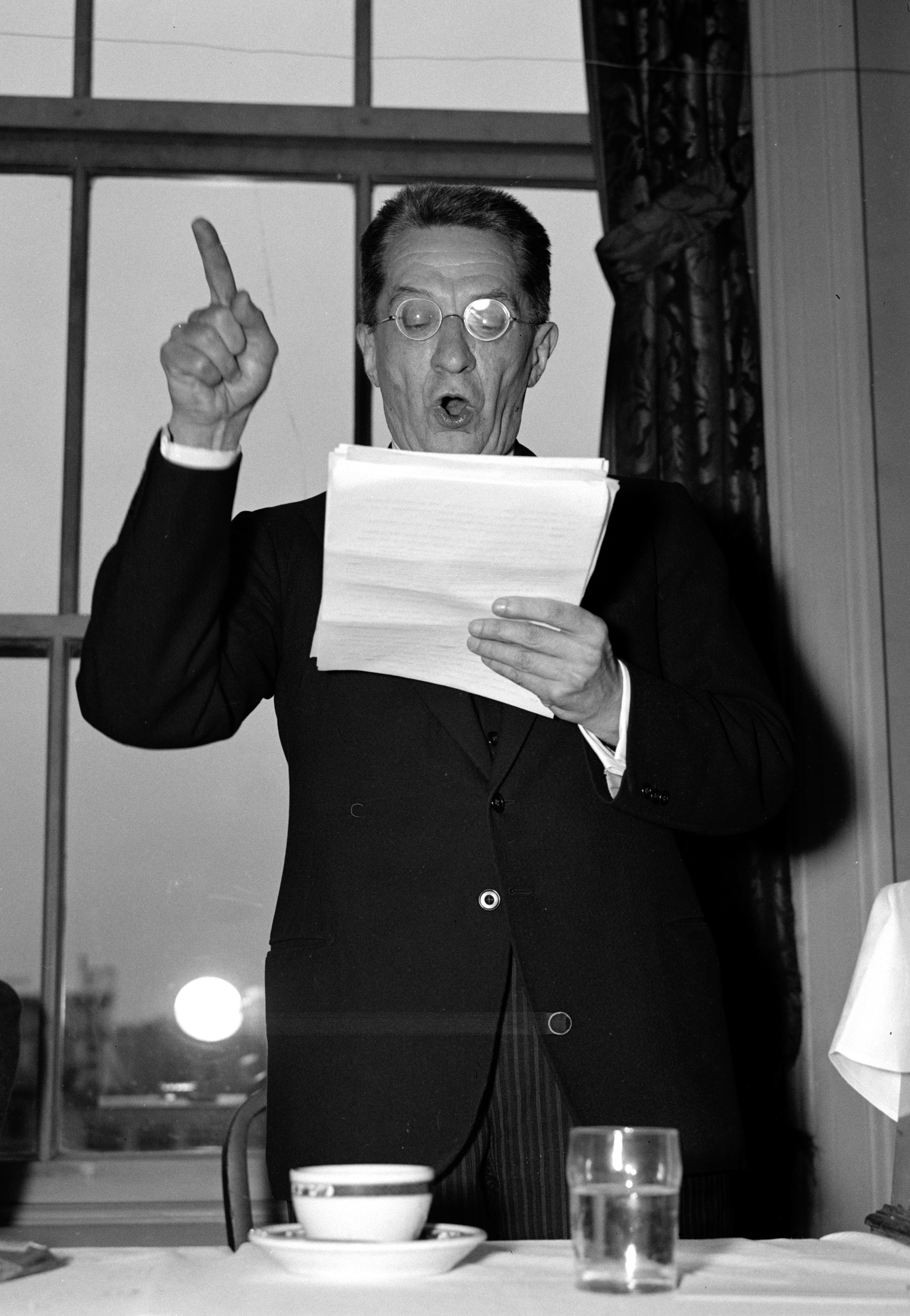
Aleksandr Kerenskij i USA, 1938.

Efter att ha vistats i Storbritannien och Tyskland bosatte sig Kerenskij i Paris och från 1940 i New York. Kerenskij medverkade vid grundandet av den socialistrevolutionära tidskriften Volja Rossii ("Rysslands vilja") i Prag 1920, och redigerade från 1925 emigranttidningen Dni, i vilken han fortsatte sin kamp mot kommunistregeringen i Sovjetunionen.

### Senare liv
Kerenskijs misslyckande i den ryska politiken skulle på många sätt prägla resten av hans liv; i USA såg många honom som en förrädare, då det fanns de som ansåg att det var hans fel att makten i Ryssland hade hamnat i händerna på bolsjevikerna. När Nazityskland invaderade Sovjetunionen i juni 1941 skrev Kerenskij ett brev till Stalin i vilket han erbjöd sin hjälp, men fick aldrig något svar.
Under resten av sitt liv engagerade han sig i den ryska historien och skrev flera artiklar och höll många föreläsningar i ämnet. Han kom dock aldrig helt över sitt misslyckande i politiken. Kerenskij utgav The Prelude to Bolshevism (1919) och The Catastrophe (1927) i vilka han förfäras över sitt politiska misslyckande.

## I populärkultur
- Marie Selander har, på albumet Från den svenska vildmarken (1973), gjort en låt som heter "Kerenskijs klagan".[4]